# 에무카에정
에무카에정(일본어: 江迎町)은 일본 나가사키현 북부에 있는 기타마쓰우라군의 정이었다. 면적은 32.07 km2이고 인구는 2010년 2월 1일 기준으로 5,838명이었다. 2010년 3월 31일에 시카마치정과 함께 사세보시에 편입되었다.

## 지리
나가사키현 본토 지역의 최북부, 기타마쓰우라 반도의 북부를 정역으로 하고 사세보시 시가지에서 북서쪽으로 약 20 km 떨어진 곳에 위치한다. 정역은 에무카에강이 동쪽에서 서쪽에 횡단하고 북서부는 반도로 돌진한 에무카에만에 접한다. 북부·남부는 구릉지가 펼쳐져 있다.

### 인접한 자치체
- 사세보시
- 마쓰우라시
- 히라도시
- 기타마쓰우라군 시카마치정·사자정

## 역사
에무카에는 예부터 교통의 요충지이며 에도 시대에는 히라도번의 본진이 놓여 히라도 가도의 역참 마을로서 번창했다.
- 1940년 4월 1일 - 에무카에촌이 정으로 승격해 에무카에정이 되었다.

## 산업
기타마쓰우라 반도에서는 반도내의 각 지역에서 석탄이 생산되어 호쿠쇼 탄전으로서 번창했다. 그 때문에 정내에도 여러 개의 탄광이 있었지만 1960년대에 모두 폐광해 현재에는 농업이 중심이다.

## 교통

### 철도
- 마쓰우라 철도 니시큐슈 선

### 도로
- 국도 204호선